# Jiloca (Fluss)
Der Río Jiloca ist ein Nebenfluss des Río Jalón in den spanischen Provinzen Teruel und Saragossa; er gehört zum Flusssystem des Ebro.

## Verlauf
Der Río Jiloca entspringt in ca. 1025 m Höhe im Ort Cella in der Provinz Teruel; die eigentliche oder aber eine zweite Quelle wird etwa 40 km weiter nördlich beim Ort Monreal del Campo (940 m) lokalisiert. Der Río Jiloca fließt nahezu konstant in nördlicher Richtung, passiert die Kleinstädte Calamocha und Daroca; dort wendet er sich nach Nordwesten und mündet schließlich bei der Stadt Calatayud in den Río Jalón.

## Nebenflüsse
Der Río Jiloca nimmt zahlreiche Bäche auf, hat aber keinen bedeutenden Nebenfluss.